# Léopold Fagnart
 (mars 2019).
Léopold Joseph Fagnart, né à Pry le 28 juin 1849 et mort le 29 novembre 1899 à Charleroi, fut un homme politique wallon, membre du parti ouvrier belge.

## Biographie
Issu d’une famille de cultivateurs, Léopold Fagnart, après des études au collège communal de Nivelles, entreprend des études en droit à l’Université libre de Bruxelles (ULB). Au cours de celles-ci, il fut président de l’Association générale des étudiants, collabora au Journal des Etudiants et prit une part active au mouvement estudiantin réclamant une représentation au sein du conseil d'administration de l'université.
Docteur en droit en 1876, il choisit la profession d’avocat et s’inscrit au barreau de Charleroi en 1877. D’abord politiquement actif à Walcourt, il rejoint l'Association Libérale de Charleroi dont il deviendra, quelques années plus tard, vice-président en même temps que président du Cercle libéral communal.
Il fut élu conseiller provincial libéral-progressiste du Hainaut en 1882 et le demeura jusqu’en 1890, année où il élu député libéral de l’arrondissement de Charleroi.
Le jeune député  déposa une proposition de révision de la Constitution afin d’y introduire le suffrage universel en lieu et place du suffrage censitaire. Lors des élections législatives constituantes de 1892, Fagnart se retrouve en ballotage derrière trois candidats libéraux-doctrinaires, il se désiste en leur faveur et n’est donc pas réélu.
N’arrivant pas à emporter l’adhésion de l’ensemble de l' Association Libérale de Charleroi en faveur du suffrage universel, il quitta celle-ci pour fonder en mai 1893 avec Jules Destrée et Jules Bufquin des Essarts  et des représentants de nombreuses associations ouvrières la Fédération Démocratique de Charleroi.
Ce rassemblement de tous les progressistes autour du parti ouvrier belge lui permit l’année suivante d’être élu, dès le premier tour, à nouveau député de l'arrondissement de Charleroi et, en 1895, conseiller communal de Charleroi. Il fut aussi administrateur du Journal de Charleroi  de Jules des Essarts qui le qualifia le 1er décembre 1899 : « d’homme probe et libre, ami sincère de la vérité et de la justice.»
Ses funérailles eurent lieu le dimanche 3 décembre 1899 à Charleroi, celle-ci rassembla un public considérable estimé à plus de 6.000 personnes par la « Gazette de Charleroi », quotidien libéral doctrinaire.
Franc-maçon, Léopold Fagnart fut maître au sein de la loge La Charité du Grand Orient de Belgique, à Charleroi, ainsi que de la Libre-Pensée de Bruxelles dont il fut, un temps, le secrétaire. Le Grand Orient de Belgique et la Libre-Pensée occupèrent les premières places lors de ses funérailles, la première étant notamment représentée, outre la loge La Charité, par son Grand-Maître Auguste Houzeau de Lehaie, la seconde par son président Léon Furnémont.
Son testament publié dans la presse contemporaine ne laissait aucun doute sur ses convictions : « Je veux être enterré sans le concours d’aucun culte, par les soins de la Libre-Pensée et de la Maçonnerie auxquelles je meurs fidèle.»